# Problema del lupo, della capra e dei cavoli
Il problema del lupo, della capra e dei cavoli è un gioco di logica tra quelli annoverati come un problema di attraversamento di un fiume, risalente almeno al IX secolo e trascritto nell'opera medievale Propositiones ad acuendos juvenes di Alcuino di York (problema n° 18); da allora è entrato nel folklore di diverse popolazioni, dando origine in italiano al modo di dire salvare capra e cavoli, con cui si intende risolvere con una decisione gli interessi contrastanti di due diversi soggetti.

## Problema
Molto tempo fa un contadino andò al mercato e comprò un lupo, una capra e un cesto di cavoli. Ritornando a casa, arrivò sulla riva di un fiume e noleggiò una barca per attraversarlo, ma la barca poteva trasportare (oltre a lui) soltanto uno tra il lupo, la capra e i cavoli. Se lasciati da soli senza la sua presenza, il lupo avrebbe mangiato la capra, oppure la capra avrebbe mangiato i cavoli; il lupo, essendo carnivoro, non avrebbe mangiato i cavoli.
Il dilemma del contadino è quindi il seguente: come li avrebbe potuti trasportare per intero sull'altra riva del fiume, evitando di lasciare incustoditi il lupo con la capra o la capra con i cavoli?

## Soluzione
Il primo passo obbligatorio è quello di trasportare la capra sulla riva opposta, poiché in caso contrario ci ritroveremmo in uno dei due casi da evitare (ovvero la capra o i cavoli divorati). Quando il contadino ritorna sulla sponda iniziale, può scegliere di prendere con sé il lupo oppure i cavoli. Se preleva il lupo e lo porta dall'altra parte, dovrà poi tornare indietro per trasportare i cavoli, ma così facendo il lupo mangerà la capra; se prende i cavoli e li lascia sulla sponda finale, per poi tornare a riprendere il lupo, la capra mangerà i cavoli. Per risolvere il dilemma, il contadino dovrà, una volta scaricato i cavoli, caricare nuovamente la capra sulla barca e riportarla momentaneamente al punto di partenza; così facendo, potrà poi trasportare il lupo dall'altro lato, e infine riprendersi la capra, giungendo a destinazione con tutti e tre gli acquisti sani e salvi.
I passi che il contadino dovrà compiere sono riassunti nella seguente tabella:
| Passo nº | Sponda iniziale             | Passo              | Sponda finale               |
| -------- | --------------------------- | ------------------ | --------------------------- |
| (Inizio) | Contadino Lupo Capra Cavoli |                    |                             |
| 1        | Lupo Cavoli                 | Contadino Capra →  |                             |
| 2        | Lupo Cavoli                 | ←Contadino         | Capra                       |
| 3        | Cavoli                      | Contadino Lupo →   | Capra                       |
| 4        | Cavoli                      | ← Contadino Capra  | Lupo                        |
| 5        | Capra                       | Contadino Cavoli → | Lupo                        |
| 6        | Capra                       | ← Contadino        | Lupo Cavoli                 |
| 7        |                             | Contadino Capra →  | Lupo Cavoli                 |
| (Fine)   |                             |                    | Contadino Lupo Capra Cavoli |

oppure, se il contadino preleva i cavoli prima del lupo,
| Passo nº | Sponda iniziale             | Passo              | Sponda finale               |
| -------- | --------------------------- | ------------------ | --------------------------- |
| (Inizio) | Contadino Lupo Capra Cavoli |                    |                             |
| 1        | Lupo Cavoli                 | Contadino Capra →  |                             |
| 2        | Lupo Cavoli                 | ←Contadino         | Capra                       |
| 3        | Lupo                        | Contadino Cavoli → | Capra                       |
| 4        | Lupo                        | ← Contadino Capra  | Cavoli                      |
| 5        | Capra                       | Contadino Lupo →   | Cavoli                      |
| 6        | Capra                       | ← Contadino        | Lupo Cavoli                 |
| 7        |                             | Contadino Capra →  | Lupo Cavoli                 |
| (Fine)   |                             |                    | Contadino Lupo Capra Cavoli |

## Riferimenti e varianti
Oltre alla versione originaria del problema con il terzetto lupo-capra-cavoli, ne esistono diverse con altri soggetti coinvolti, tra cui: volpe, oca e fagioli; lupo, pecora e cavoli; volpe, pollo e grano; volpe, oca e mais; pantera, maiale e zuppa. In ogni caso, la logica del problema in cui ci sono 3 oggetti A, B e C, tali che né A e B né B e C possano essere lasciati insieme, resta identica.
Il rompicapo è presente nel folklore di afroamericani, Camerun, Capo Verde, Albania, Danimarca, Etiopia, Ghana, Italia, Romania, Russia, Scozia, Sudan, Uganda, Zambia e Zimbabwe ed è stato catalogato con il codice H506.3 nel Motif-Index of Folk-Literature di Stith Thompson e con il codice ATU 1579 nel sistema di classificazione Aarne-Thompson.
Il problema era uno dei preferiti da Lewis Carroll e venne ristampato in diverse raccolte di matematica ricreativa.
Sono apparse, inoltre, ulteriori varianti del dilemma nel videogioco per Nintendo DS Il professor Layton e il paese dei misteri e nell'episodio de I Simpson Ciao Maggie, ciao!, in cui Homer deve attraversare un fiume trasportando con sé Maggie, Piccolo Aiutante di Babbo Natale ed un barattolo di veleno per topi (evitando di lasciare Maggie col veleno oppure Maggie con Piccolo Aiutante di Babbo Natale).